# 박진배
박진배(1980년 5월 8일 ~)는 대한민국의 작곡가 겸 음악 프로듀서로 에스티메이트의 대표이사이다. ESTi(에스티)라는 예명을 사용하고 있다.
1998년 게임 창세기전 외전 '서풍의 광시곡' 음악 작곡을 시작으로, 라그나로크 온라인, 테일즈위버, DJMAX, 팡야 시리즈 등 수많은 게임 OST를 작곡하며 한국 게임의 역사와 함께 해왔다. 2008년 일명 "빠삐놈"을 작곡해 합필갤 전설의 한 획을 그었다. 2015년 10월 에스티메이트를 설립하고 음반과 음원 기획 및 제작 등 멀티미디어 콘텐츠 사업을 전개하고 있다.

## 학력
- 서울고등학교 졸업
- 한국외국어대학교 일본어과

## 생애

### 게임 음악 작곡가
SoundTeMP에 속해 1998년 게임 창세기전 외전 '서풍의 광시곡' 음악 작곡으로 데뷔한 후 라그나로크 온라인, 테일즈위버, DJMAX, 팡야 시리즈 등 수많은 인기 게임 OST를 작곡하며 한국을 대표하는 게임 음악 작곡가로 명성을 쌓았다. 2000년대 중반 MMORPG의 대형화로 게임 음악의 스케일도 함께 커지던 때, 뉴에이지 피아니스트 양방언을 직접 찾아가 협업을 요청하고 런던 심포니 오케스트라와 함께 녹음을 진행했다. 2010년에는 가수 아이유가 부른 말과 나의 이야기, 앨리샤의 주제가를 작곡했다.
2017년 NDC(Nexon Developers Conference) 강연에서 일본 오리콘차트 2위를 기록했던 아이돌마스터 작업물을 소개하며, "게임이 애니메이션화되고 애니메이션이 게임화되면서 시너지 효과를 발휘했기에 큰 반응을 이끌어낼 수 있었다", "미디어의 경계가 사라지는 시대가 왔다."고 이야기했다.

### 일본 활동
한국외국어대학교 일본어 전공으로 일본어에 능통하며, 한국과 일본을 오가던 중 2006년 반다이남코게임즈의 음악 감독 오쿠보 히로시의 제안을 계기로 '릿지 레이서 7' 음악 작업에 참여했다. 이후 반다이남코게임즈와의 인연은 '철권 태그 토너먼트'와 '아이돌마스터' 프로젝트 작업으로 이어져 지금까지도 보기 드문 한국인 작곡가로서 꾸준히 활약하고 있다.
게임 작곡가로서 힘들고 방황하던 20대 시절, 당시 게임 선진국인 일본으로 아예 건너가려던 박진배를 만류한 것도 바로 일본의 업계인들이었다. 당시의 선진화된 환경도 전부 힘든 시기를 겪어온 산물임을 조언 받고, 지속적 교류를 통해 한국에서 후대를 양성하고 업계를 키우는 길을 걸어오게 됐다.

### 경영과 프로듀싱
2015년 10월 에스티메이트(ESTIMATE, LLC) 법인을 설립, 전문 분야인 게임 사운드트랙 및 광고 영상의 총괄 기획과 제작 사업에 주력하며 후진 양성에도 힘쓰고 있다. 사명은 박진배의 활동명 'ESTi'와 친구라는 뜻의 ‘MATE’를 합친 단어로, 자체 성우나 보컬을 비롯해 향후 다양한 엔터테인먼트 과정을 담은 총괄 제작을 목표로 하고 있다.
2019년 유키카, 성태 등의 가수 매니지먼트 및 대중음악 프로듀싱을 선보이며 목표했던 활동 영역을 확장해갔다. 특히 일본 출신 유키카를 프로듀싱해 K-POP 솔로 가수로 정식 데뷔시킨 후 제작한 정규 음반 '서울여자'(Soul Lady)는 미국과 영국을 포함 총 8개국 아이튠즈 K-Pop 앨범 차트에서 1위를 차지하는 등 글로벌 반응을 끌어냈다.
시프트업(SHIFTUP) 대표이자 아트 디렉터인 김형태와는 오랜 절친 사이이며, 2016년 데스티니 차일드 런칭을 시작으로 시프트업에서 개발중인 모든 프로젝트의 음악과 성우 녹음을 에스티메이트에서 총괄하고 있다.

## 주요 작품

### 게임 음악
| 연도        | 게임명                                                                                   | 서비스사                 |
| ----------- | ---------------------------------------------------------------------------------------- | ------------------------ |
| 2020        | 걸카페건                                                                                 | bilibili                 |
| 2020        | 메이플스토리                                                                             | 넥슨                     |
| 2019 ~ 2020 | 엑소스 히어로즈                                                                          | 라인게임즈               |
| 2016 ~ 2020 | 데스티니 차일드                                                                          | 시프트업                 |
| 2011 ~ 2020 | 사이퍼즈                                                                                 | 네오플                   |
| 2011 ~ 2020 | 아이돌마스터 2 아이돌마스터 신데렐라 걸즈 아이돌마스터 신데렐라 걸즈 스타라이트 스테이지 | 반다이 남코 엔터테인먼트 |
| 2004 ~ 2019 | 디제이맥스 DJMAX Portable DJMAX Portable 2 DJMAX Respect                                 | 펜타비전, 네오위즈       |
| 2018        | 마비노기 모바일                                                                          | 넥슨                     |
| 2018        | 마블 배틀라인                                                                            | 마블 엔터테인먼트, 넥슨  |
| 2002 ~ 2018 | 라그나로크 온라인 라그나로크M: 영원한 사랑                                               | 그라비티, X.D.Network    |
| 2016        | 주사위의 신                                                                              | 조이시티                 |
| 2016        | 세븐나이츠                                                                               | 넷마블                   |
| 2015        | CHUNITHM                                                                                 | SEGA                     |
| 2014        | 마비노기 듀얼                                                                            | 넥슨                     |
| 2014        | 트리 오브 세이비어                                                                       | IMC Games                |
| 2014        | 치고박고 무한상사                                                                        | 피닉스게임즈             |
| 2014        | 큐라레: 마법도서관                                                                       | 스마일게이트             |
| 2013        | 명랑스포츠! 우리끼리 예체능                                                              | 피닉스게임즈             |
| 2013        | 프로야구 2K                                                                              | 넥슨                     |
| 2012        | 철권 태그 토너먼트 2 언리미티드                                                          | 반다이 남코 게임스       |
| 2006 ~ 2012 | 팡야 Season 3, 4, 5, 6 판타지 골프 팡야 포터블                                           | 엔트리브 소프트          |
| 2012        | 오투잼 U                                                                                 | 모모                     |
| 2011        | 트릭스터                                                                                 | 엔트리브 소프트          |
| 2011        | 메이플스토리 던전마스터                                                                  | 넥슨모바일               |
| 2010        | 말과 나의 이야기, 앨리샤                                                                 | 엔트리브 소프트          |
| 2009        | 스키드러쉬                                                                               | 엔플루토                 |
| 2008        | 넥슨별                                                                                   | 넥슨                     |
| 2008        | G2                                                                                       | 한게임                   |
| 2006        | 릿지 레이서 7                                                                            | 반다이 남코 게임스       |
| 2006        | 다이버스타                                                                               | 그라비티, 손노리         |
| 2004 ~ 2006 | 아이온                                                                                   | 엔씨소프트               |
| 2005 ~ 2006 | 라테일                                                                                   | 액토즈소프트             |
| 2002 ~ 2006 | 그라나도 에스파다                                                                        | IMC Games                |
| 2001 ~ 2004 | 테일즈위버                                                                               | 소프트맥스, 넥슨         |
| 2003 ~ 2005 | 씰 온라인                                                                                | 그리곤 엔터테인먼트      |
| 2003 ~ 2005 | 프리프                                                                                   | Aeonsoft                 |
| 2001 ~ 2004 | 마그나카르타                                                                             | 소프트맥스               |
| 2001 ~ 2004 | 4leaf                                                                                    | 소프트맥스               |
| 2001 ~ 2004 | 크레이지 아케이드 BnB Adventure                                                          | 넥슨                     |
| 2001 ~ 2004 | 드림체이서                                                                               | 소프트맥스               |
| 1999 ~ 2000 | 이지투디제이 EZ2Dancer                                                                   | 어뮤즈월드               |
| 1998        | 서풍의 광시곡                                                                            | 소프트맥스               |

### 제작 앨범
| 연도 | 가수   | 앨범명                                     |
| ---- | ------ | ------------------------------------------ |
| 2020 | 유키카 | 정규 「서울여자(SOUL LADY)」               |
| 2019 | 성태   | 싱글 「낙화」                              |
| 2019 | 유리사 | 싱글 「얼음 눈물 : 엑소스 히어로즈 OST」   |
| 2019 | 성태   | 싱글 「세상에서 제일 쓸데없는 걱정」       |
| 2019 | 유키카 | 싱글 「좋아하고 있어요(Cherries Jubiles)」 |
| 2019 | 성태   | 싱글 「잘한 것 같아」                      |
| 2019 | 유키카 | 싱글 「네온(NEON)」                        |

### 기타 활동
- 핑크퐁 (기획, 캐릭터 디자인) / 2011 삼성출판사
- 빠삐놈 병神 디스코 믹스 (디제이늅) / 2008 디시인사이드